# فوجیوارا نو یوریهیرا
فوجیوارا نو یوریهیرا (به ژاپنی: 藤原 頼衡 ふじわら の よりひら); تولد نامشخص – ۳ مارس ۱۱۸۹) ششمین پسر فوجیوارا نو هیده‌هیرا سامورایی در دوره هی‌آن و دوره کاماکورا عضو خاندان فوجیوارای شمالی اهل ژاپن بود.